# بلاند (مشروب)
بلاند هو منتج حليب مخمر يصنع من مصل اللبن. يشبه المحتوى الكحولي فيه النبيذ.

## التاريخ
كان الفايكنغ هم من قدّموا البلاند لاسكتلندا. فقد كان البلاند مشروباً اسكتلندياً تقليدياً لعدّة قرون، لكنه لم ينتج تجارياً؛ انتهى إنتاج هذا المشروب في منتصف القرن العشرين.
لكن أعيد إحياؤه مؤخراً (2005) وتسويقه على يد همفري إرينغتون، تحت العلامة التجارية فولاتشان، وهي كلمة اسكتلندية غالية تعني «الكنز الخفي».

## جغرافياً
يصنع المشروب نفسه (بمسميات مختلفة) في النرويج والسويد وسردينيا وروسيا.